# Serhij Kravčenko
Serhij Serhijovič Kravčenko (in ucraino Сергій Сергійович Кравченко?; Donec'k, 24 aprile 1983) è un allenatore di calcio ed ex calciatore ucraino, di ruolo centrocampista, vice allenatore dell'Oleksandrija e vice commissario tecnico della nazionale Under-21 ucraina.

## Biografia
Serhij Kravčenko è sposato con Tatjana. Suo padre, Serhij Dmytrovyč Kravčenko ex calciatore, è il suo agente.

## Carriera

### Club
Kravčenko ha iniziato la sua carriera nelle riserve dello Šachtar e, successivamente, nella squadra giovanile nel 2002. Si trasferì poi nell'Azerbaigian per la stagione 2005-2006, dove ha giocato per il FK Karabakh, squadra della prima serie. Il suo club è arrivato quinto alla fine della stagione.

#### Vorskla Poltava
Serhij Kravčenko si trasferì al Vorskla Poltava nel marzo 2006. Là, quando il nuovo allenatore Mykola Pavlov arrivò nel 2007, Kravchenko ha cominciato a brillare particolarmente. 
Nella stagione 2007-2008 il team ha chiuso 8º nel Campionato di calcio ucraino, questo risultato è il migliore dalla stagione 1999-2000. 
Nella prima metà della stagione 2008-2009, la sua squadra arriva alle semifinali della Coppa d'Ucraina, questo è il miglior risultato nelle coppe della sua squadra. La sua squadra è arrivata anche quarta in classifica. Kravchenko ha contribuito segnando 4 gol in 17 partite, nonché diversi assist.

#### Dinamo Kiev
Il 28 luglio 2008 firma ufficialmente con la Dinamo Kiev, ma vi è ancora un dubbio, quando si unirà a loro, in estate o in inverno, quando si svincolerà. Kravchenko sarà interamente di proprietà del club il 28 gennaio 2009, come riportato dal sito ufficiale della Dinamo Kiev.

### Nazionale
Serhij Kravčenko conta 10 presenze con la nazionale di calcio dell'Ucraina.

## Palmarès

### Club

#### Competizioni nazionali
- Supercoppa d'Ucraina: 1

Dinamo Kiev: 2009